# Casa Cendrós
Casa Cendrós és un monument del municipi de Sant Feliu de Guíxols (Baix Empordà) inclòs en l'Inventari del Patrimoni Arquitectònic de Catalunya.

## Descripció
Edifici civil. Casa familiar aixecada en una cantonada privilegiada amb vistes al mar, però en un solar de petites dimensions que permet una alçada màxima de vint metres. És un edifici de planta baixa (garatge i centre publicitari) i quatre plantes d'habitatge. La distribució interior és obliqua per aconseguir unes òptimes circulacions. Exteriorment destaquen dos fets: el joc bicolor de la façana amb els porticons i l'altura d'uns cinc metres de la planta i el quart pis que així es pot subdividir en dos nivells. És una casa completament moderna, racional i funcional davant d'uns perímetres molt concrets. Com a edifici modern s'utilitza per a la seca construcció el maó, ciment, ferro i pedra artificial.

## Història
El senyor Cendrós, propietari d'una gran empresa d'abast internacional del ram de la perfumeria i d'un prestigiosa editorial barcelonina, encarregà aquesta construcció a l'arquitecte Ribas Piera, tasca que presenta unes dificultats pel terreny de reduïdes dimensions que l'obliga a crear un edifici primordialment funcional i al mateix temps d'una estètica moderna i adient amb l'entorn.